# 野村昌弘 (実業家)
野村 昌弘（のむら まさひろ、1974年 - ）は、日本の実業家。アヴァンセコンサルティング株式会社代表取締役、公認会計士、税理士。

## 人物・経歴
1974年、埼玉県生まれ。1997年、立教大学法学部卒業。あずさ監査法人（現・有限責任あずさ監査法人）、株式会社パートナーズコンサルティング、あがたグローバルコンサルティング株式会社で会計、コンサルティング業務に従事。
2016年1月、アヴァンセコンサルティング株式会社を設立。代表取締役に就任。
上場企業等への会計・決算コンサルティングや経営計画立案・実行支援などの経営コンサルティングのほか、M&Aや事業再生に関する財務デューデリジェンス業務等を行う。
税効果会計基礎講座、連結CF計算書の作成実務、グループ経営入門、会計税務基礎セミナーなどの講師も多数務める。株式会社ジオコード社外監査役、株式会社RBGパートナーズ社外監査役、株式会社RMDパートナーズ社外監査役。

## 主な著作
- 『グループ経営をはじめよう―非上場会社のための持株会社活用法（第４版）』共著 税務経理協会 2018年11月
- 『月刊税務QA』税務研究会